# Xundian
Xundian, tidigare stavat Süntien, är ett autonomt härad för yi-folket och huikineser som lyder under Kunmings stad på prefekturnivå i Yunnan-provinsen i sydvästra Kina.